# Batallón de Cazadores de Alta Montaña «Gravelinas» n.º 25
El Batallón de Cazadores de Alta Montaña «Gravelinas» n.º 25 fue una unidad militar española especializada en operaciones de alta montaña. Formó parte del Ejército de Tierra (España) y estuvo acuartelado en Sabiñánigo, en la provincia de Huesca, hasta su disolución en 1996.

## Historia
En 1965, como parte de una reorganización del Ejército de Tierra, el Batallón «Gravelinas» se integró en el recién formado Regimiento de Cazadores de Alta Montaña «Galicia» n.º 64, junto con el Batallón de Cazadores de Alta Montaña «Pirineos» XI. El regimiento tuvo su base entre las localidades de Jaca y Sabiñánigo.
El batallón se mantuvo operativo hasta 1996, cuando fue disuelto en el marco del Plan NORTE, una reestructuración de las Fuerzas Armadas de España. Tras su disolución, las instalaciones del acuartelamiento «Gravelinas» en Sabiñánigo fueron adquiridas por el Gobierno de Aragón y posteriormente convertidas en el parque temático Pirenarium, un espacio dedicado a la representación en miniatura de los Pirineos y otros lugares emblemáticos de Aragón.

## Personal notable
Uno de los militares destacados que sirvieron en el Batallón «Gravelinas» fue el Francisco José Gan Pampols, quien alcanzó el rango de teniente general en el Ejército de Tierra. Además de su carrera militar, Gan Pampols es reconocido por sus logros en el alpinismo, habiendo alcanzado cumbres como el Everest y los polos geográficos.